# NGC 2732
NGC 2732 (również PGC 25999 lub UGC 4818) – galaktyka soczewkowata (S0), znajdująca się w gwiazdozbiorze Żyrafy. Odkrył ją John Herschel 2 września 1828 roku.